# Marc Lauenstein
Pour les articles homonymes, voir Lauenstein.
Marc Lauenstein, né le 19 septembre 1980 à Cormondrèche, est un orienteur et traileur suisse. Il est vice-champion du monde 2005 et 2006 de course d'orientation et a remporté le titre de champion du monde de course en montagne longue distance 2009.

## Biographie
Il fait ses débuts en course d'orientation à 10 ans avec ses frères et sœurs. Il décroche la médaille de bronze en sprint aux championnats du monde universitaire 2002 puis prend part à ses premiers championnats du monde en 2003 à 22 ans et termine quatrième du relais avec David Schneider et Thomas Bührer,. Lors des championnats du monde de course d'orientation 2005 à Aichi, il décroche la médaille d'argent en longue distance ainsi que celle de bronze en relais avec Matthias Merz et Daniel Hubmann. Devant jongler avec ses études de dentiste, il hésite à s'aligner aux championnats du monde l'année suivante. Il se décide au dernier moment et remporte à nouveau la médaille d'argent en longue distance. Il obtient peu après son diplôme fédéral de médecin-dentiste.
Parallèlement à la course d'orientation, il court également en trail. Il remporte le marathon de Napf en 2006 en battant le record du parcours en 2 h 58 min 28 s. En 2009, il devient champion du monde de course en montagne longue distance en remportant le Kaisermarathon devant le multiple champion du monde Jonathan Wyatt. Il termine à la 14e place au marathon de la Jungfrau 2012, comptant alors pour le Challenge mondial de course en montagne longue distance et remporte la médaille d'or par équipe avec Patrick Wieser et Christian Mathys. 
Il décide d'arrêter la course d'orientation en 2012 et se concentre sur le trail. En 2013, il remporte le marathon des Grisons puis Sierre-Zinal tout en ouvrant son cabinet de dentiste à plein temps. Son travail ne lui permettant pas de s'aligner sur un grand nombre d'épreuves, il choisit méticuleusement ces dernières et remporte notamment le marathon de Pikes Peak en 2014, le marathon du Mont-Blanc en 2015, la Three Peaks Race, le Matterhorn Ultraks 46K et le Giir di Mont en 2016.
Il bat le record de l'Otter African Trail Run dans sa version « Classic » en 2015 en devenant le premier athlète à terminer sous la barre des 4 heures. Il remporte ensuite le trail dans sa variante inverse « Retto » en 2016 et 2017. Son record sur le Retto est battu par Bartłomiej Przedwojewski en 2018. Il termine deuxième de la Golden Trail Series 2018 derrière le Norvégien Stian Angermund-Vik avec deux podiums au marathon du Mont-Blanc et à l'Otter African Trail Run.
Le 17 mars 2019, il remporte pour la troisième fois le trail du Ventoux en signant un nouveau record du parcours en 3 h 39 min 13 s.

## Palmarès en course d'orientation

### Championnats du monde universitaire de course d'orientation
- Championnats du monde universitaire 2002
  -  Médaille de bronze en sprint

### Championnats du monde
- Championnats du monde de course d'orientation 2005
  -  Médaille d'argent en longue distance
  -  Médaille de bronze en relais
- Championnats du monde de course d'orientation 2006
  -  Médaille d'argent en longue distance

## Palmarès en trail
| no  | masculin           | Course                                                  | Longueur | Départ            | Temps           |
| --- | ------------------ | ------------------------------------------------------- | -------- | ----------------- | --------------- |
| 1re | Médaille d'or      | Marathon de Napf                                        | 42,2 km  | 8 octobre 2006    | 2 h 58 min 28 s |
| 7e  | 7e                 | Challenge mondial de course en montagne longue distance | 42,2 km  | 8 septembre 2007  | 3 h 13 min 41 s |
| 8e  | 8e                 | Sierre-Zinal                                            | 31 km    | 10 août 2008      | 2 h 40 min 52 s |
| 1re | Médaille d'or      | Challenge mondial de course en montagne longue distance | 42 km    | 10 octobre 2009   | 3 h 6 min 20 s  |
| 2e  | Médaille d'argent  | Challenge mondial de course en montagne longue distance | 21,4 km  | 21 août 2010      | 2 h 12 min 19 s |
| 2e  | Médaille d'argent  | Marathon de la Jungfrau                                 | 42,2 km  | 11 septembre 2010 | 3 h 3 min 1 s   |
| 1re | Médaille d'or      | Marathon des Grisons                                    | 42,2 km  | 29 juin 2013      | 2 h 57 min 45 s |
| 1re | Médaille d'or      | Sierre-Zinal                                            | 31 km    | 11 août 2013      | 2 h 32 min 14 s |
| 4e  | 4e                 | Matterhorn Ultraks 46K                                  | 46 km    | 24 août 2013      | 4 h 53 min 29 s |
| 4e  | 4e                 | Championnats du monde de skyrunning - SkyMarathon       | 42 km    | 27 juin 2014      | 3 h 26 min 30 s |
| 1re | Médaille d'or      | Marathon de Pikes Peak                                  | 42,2 km  | 17 août 2014      | 3 h 37 min 23 s |
| 1re | Médaille d'or      | Marathon du Mont-Blanc                                  | 42 km    | 28 juin 2015      | 3 h 48 min 35 s |
| 6e  | 6e                 | Sierre-Zinal                                            | 31 km    | 9 août 2015       | 2 h 36 min 49 s |
| 1re | Médaille d'or      | Otter African Trail Run - Classic                       | 42 km    | 17 octobre 2015   | 3 h 59 min 29 s |
| 1re | Médaille d'or      | Three Peaks Race                                        | 37,4 km  | 30 avril 2016     | 2 h 48 min 58 s |
| 2e  | Médaille d'argent  | Zegama-Aizkorri                                         | 42 km    | 22 mai 2016       | 3 h 59 min 22 s |
| 1re | Médaille d'or      | Matterhorn Ultraks 46K                                  | 46 km    | 20 août 2016      | 4 h 47 min 1 s  |
| 1re | Médaille d'or      | Giir di Mont                                            | 30 km    | 31 juillet 2016   | 3 h 5 min 36 s  |
| 3e  | Médaille de bronze | Glen Coe Skyline                                        | 55 km    | 18 septembre 2016 | 6 h 54 min 37 s |
| 1re | Médaille d'or      | Otter African Trail Run - Retto                         | 42 km    | 23 octobre 2016   | 3 h 54 min 22 s |
| 1re | Médaille d'or      | Trail du Ventoux                                        | 46 km    | 19 mars 2017      | 3 h 48 min 41 s |
| 3e  | Médaille de bronze | Zegama-Aizkorri                                         | 42 km    | 28 mai 2017       | 3 h 53 min 26 s |
| 4e  | 4e                 | Marathon du Mont-Blanc                                  | 42 km    | 25 juin 2017      | 3 h 53 min 23 s |
| 1re | Médaille d'or      | OCC                                                     | 55 km    | 31 août 2017      | 5 h 19 min 34 s |
| 4e  | 4e                 | Grand Trail des Templiers                               | 76 km    | 22 octobre 2017   | 6 h 55 min 23 s |
| 10e | 10e                | Sierre-Zinal                                            | 31 km    | 13 août 2017      | 2 h 38 min 42 s |
| 1re | Médaille d'or      | Trail du Ventoux                                        | 46 km    | 18 mars 2018      | 4 h 0 min 22 s  |
| 4e  | 4e                 | Zegama-Aizkorri                                         | 42 km    | 27 mai 2018       | 3 h 59 min 16 s |
| 2e  | Médaille d'argent  | Marathon du Mont-Blanc                                  | 42 km    | 1er juillet 2018  | 3 h 58 min 15 s |
| 8e  | 8e                 | Championnats du monde de skyrunning - SkyMarathon       | 26,5 km  | 15 septembre 2018 | 3 h 21 min 27 s |
| 2e  | Médaille d'argent  | Otter African Trail Run - Retto                         | 42 km    | 20 octobre 2018   | 3 h 50 min 22 s |
| 1re | Médaille d'or      | Trail du Ventoux                                        | 46 km    | 17 mars 2019      | 3 h 39 min 13 s |
| 3e  | Médaille de bronze | Marathon de Pikes Peak                                  | 42,2 km  | 25 août 2019      | 3 h 40 min 28 s |
| 2e  | Médaille d'argent  | Ring of Steall SkyRace                                  | 29 km    | 20 septembre 2019 | 3 h 19 min 38 s |
| 5e  | 5e                 | Annapurna Trail Marathon                                | 42 km    | 25 octobre 2019   | 5 h 13 min 54 s |
| 1re | Médaille d'or      | Trail du Ventoux                                        | 46 km    | 8 mars 2020       | 3 h 37 min 37 s |